# Neoseiulus curvus
Neoseiulus curvus är en spindeldjursart som först beskrevs av Wu och Li 1985.  Neoseiulus curvus ingår i släktet Neoseiulus och familjen Phytoseiidae. Inga underarter finns listade i Catalogue of Life.